# René Francillon (Maler)
René Francillon (* 28. Dezember 1876 in Lausanne; † 30. Juli 1973 ebenda) war ein Schweizer Maler und Grafiker.

## Leben

### Studienanfang
René Francillon begann seine Studien 1895 in Genf und erlernte das Hochdruckverfahren des Holzschnitts bei einem Grafiker.

### In der Ažbe-Schule, 1899
1899 besuchte Francillon in München die Schule von Anton Ažbe. Getreu Ažbes Stileigentümlichkeiten, die besonders in dessen Gemälde „Im Harem“ ausgeprägt sind, gestaltete Francillon z. B. sein 1900 entstandenes Stillleben „Stilleben auf gekacheltem Tisch“. Wie sein Lehrer spielte er hell und dunkel, Licht und Schatten, in breiter Pinselarbeit „Nass-in-Nass“ gegeneinander aus. In jenem Jahr besuchte auch Alexej Jawlensky die Ažbe-Schule. Seine Arbeiten aus jener Zeit zeigen verwandte Stilmerkmale mit denen von Francillon.

### Paris und Pont-Aven, 1900–1905
Im Jahr 1900 ging Francillon nach Paris, wo er ein Atelier unterhielt. U. a. studierte er an der Académie Julian und bei Eugène Carrière. 1901 gelangte er zur Pilgerstätte der modernen Kunst, in die Bretagne. Unter dem Eindruck der dort immer noch gepflegten Malweise Gauguins gab er seine realistische Kunst auf und malte in Pont-Aven und Umgebung im Stil der Gauguin-Schüler und der Nabis.

### München und Dachau 1905–1909
Francillon kam 1905 nach Bayern und zog in die Künstlerkolonie Dachau. Dort richtete er für sich und die Malerin und Grafikerin Anny Lierow ein gemeinsames Atelier ein. 1909 heiratete er die Kandinsky-Schülerin Anny Lierow. In jenen Jahren wurde Francillon durch eine Reihe von bayerischen Stadtlandschaften bekannt.
In München besuchte er wiederum die Ažbe-Schule, die nach Ažbes Tod von Paul Weinhold und Felix Eisengräber weitergeführt wurde. Er bereicherte den dortigen Lehrstoff durch seine authentischen Kenntnisse der Bretagne und des Stils der Schule von Pont-Aven. Er selbst pflegte damals eine Malweise, die Neoimpressionismus und Cloisonismus vereinte. Diese repräsentiert z. B. seine Stadtansicht von „Rothenburg“, die er 1906 malte. Sie veranschaulicht eine Mischform der Malerei mit Strichen und Häkchen à la van Gogh in Kombination mit starken dunklen oder hellen Konturen.

### Bis ins hohe Alter malend auf Reisen
In den Jahren nach 1909 hielt sich Francillon längere Zeit in Frankreich, Großbritannien und in Italien auf. Von 1922 bis 1929 gab er Malkurse in Lausanne und Paris. Von 1932 bis 1940 bereiste er die Iberische Halbinsel und besuchte erneut Italien. Zwischen 1940 und 1947 malte er verschiedentlich in Paris und Lausanne. 1953 hielt er sich in La Gaude in der Provence auf. 1965 besuchte er die Kanarischen Inseln. 1971 malte er sein letztes Gemälde.

## Ausstellungen

### Einzelausstellung
- 1907 München, Kunstsalon Krause

### Gruppenausstellungen
- 1917 Kunsthaus Zürich
- 1921 Kunsthalle Bern
- 1923 Kunsthalle Bern
- 1937 Kunsthaus Zürich
- 1945 Kunsthalle Basel